# Kazimierz Dolny
Kazimierz Dolny (do roku 1927 Kazimierz, či Kazimierz nad Wisłą) je město v Polsku v Lublinském vojvodství v okrese Puławy v tamní historické oblasti Malopolsko. Rozkládá se na březích řeky Visly. V roce 2021 zde žilo 2 525 obyvatel.

## Historie
Město se svého největšího vzestupu dočkalo během 16. století, kdy se zde obchodovalo s obilím. Bohatství čerpalo ze své polohy při řece, která byla splavná až do Gdaňsku. Rozkvět ukončil až vpád švédských vojsk a následná okupace. Ve 20.  21. století je častým cílem výletů obyvatel Varšavy, kteří sem především během letních měsíců jezdí na své jednodenní výlety. Během června roku 2005 se zde uskutečnilo setkání premiérů zemí Visegrádské čtyřky spolu s tehdejší ukrajinskou premiérskou Julii Tymošenkovou. Českou republiku na setkání zastupoval předseda vlády Jiří Paroubek.

## Památky
Centrum města je charakteristické pro své náměstí, na kterém je zbudována dřevěná kašna. V historickém centru rovněž stojí měšťanské domy vyznačující se na fasádě renesanční výzdobou. Ve městě se nachází muzeum stříbrotepectví vystavující sbírky stříbrných předmětů a v domě Kamienica Celejowska sídlící městské muzeum seznamující návštěvníky s historií místního regionu. Ve městě se pořádá několik festivalů, a sice filmový nazvaný Dva břehy a hudební Inspirace a Letní hudební večery.
Nedaleko náměstí jsou patrné zbytky hradu ze 14. století. Od něj je oblíbený pohled na vlastní město i na řeku Vislu. Pro další pohledy lze využít místní rozhlednu nebo výhled ze zdejšího vrchu Tří křížů.